# Critérium international d'Alger
Le Critérium international d'Alger est une ancienne course cycliste sur route masculine d'un jour. Créé en 2014, il a été disputé deux fois, en mars 2014 et 2016, juste avant le Tour d'Algérie. Cette course faisait partie de l'UCI Africa Tour, en catégorie 1.2.

## Palmarès
| Année | Vainqueur    | Deuxième            | Troisième          |
| ----- | ------------ | ------------------- | ------------------ |
| 2014  | Thomas Rabou | Tarik Chaoufi       | Essaïd Abelouache  |
| 2016  | Nassim Saidi | Jesús Alberto Rubio | Tesfom Okubamariam |